# GNOME Boxes
GNOME Boxes este o aplicație a spațiului de lucru GNOME, utilizată pentru a accesa sisteme virtuale.